# Лафортюн, Франсуа (младший)
Франсуа Жак Мари Жерар Лафортюн (фр. François Jacques Marie Gerard Lafortune, 7 декабря 1932 — 18 апреля 2020) — бельгийский стрелок из винтовки, участник семи Олимпиад.
Франсуа Лафортюн родился в 1932 году в Визе. Он происходил из семьи с крепкими спортивными традициями: был сыном стрелка Франсуа Лафортюна-старшего, племянником стрелка Марселя Лафортюна и гимнаста Юбера Лафортюна. В 1952 году принял участие в Олимпийских играх в Хельсинки, где стал 42-м в стрельбе из малокалиберной винтовке лёжа с 50 м, и 23-м в стрельбе из малокалиберной винтовки с трёх позиций с 50 м. В 1956 году принял участие в Олимпийских играх в Мельбурне, где стал 42-м в стрельбе из малокалиберной винтовке лёжа с 50 м, и 19-м в стрельбе из малокалиберной винтовки с трёх позиций с 50 м. В 1960 году принял участие в Олимпийских играх в Риме, где стал 39-м в стрельбе из малокалиберной винтовке лёжа с 50 м, и 42-м в стрельбе из малокалиберной винтовки с трёх позиций с 50 м. В 1964 году принял участие в Олимпийских играх в Токио, где стал 42-м в стрельбе из малокалиберной винтовке лёжа с 50 м, и 26-м в стрельбе из малокалиберной винтовки с трёх позиций с 50 м. В 1968 году принял участие в Олимпийских играх в Мехико, где стал 10-м в стрельбе из малокалиберной винтовке лёжа с 50 м, и 15-м в стрельбе из малокалиберной винтовки с трёх позиций с 50 м. В 1972 году принял участие в Олимпийских играх в Мюнхене, где стал 14-м в стрельбе из малокалиберной винтовке лёжа с 50 м, и 47-м в стрельбе из малокалиберной винтовки с трёх позиций с 50 м. В 1976 году принял участие в Олимпийских играх в Монреале, где стал 31-м в стрельбе из малокалиберной винтовке лёжа с 50 м, и 46-м в стрельбе из малокалиберной винтовки с трёх позиций с 50 м.